# Chimaera
 Chimaera  là một chi điển hình thuộc họ Chimaeridae.

## Loài
Theo Error: unrecognised source.:
- Chimaera argiloba Last, White & Pogonoski, 2008
- Chimaera bahamaensis Kemper, Ebert, Didier & Compagno, 2010
- Chimaera carophila Kemper, Ebert, Naylor & Didier, 2014
- Chimaera cubana Howell Rivero, 1936
- Chimaera fulva Didier, Last & White, 2008
- Chimaera jordani Tanaka, 1905
- Chimaera lignaria Didier, 2002
- Chimaera macrospina Didier, Last & White, 2008
- Chimaera monstrosa Linnaeus, 1758
- Chimaera notafricana Kemper, Ebert, Compagno & Didier, 2010
- Chimaera obscura Didier, Last & White, 2008
- Chimaera opalescens Luchetti, Iglésias & Sellos, 2011
- Chimaera orientalis Angulo, López, Bussing & Murase, 2014
- Chimaera owstoni Tanaka, 1905
- Chimaera panthera Didier, 1998
- Chimaera phantasma Jordan & Snyder, 1900

Năm 2017, 3 loài mới đã được mô tả (Zootaxa):
- Chimaera buccanigella Clerkin, Ebert & Kemper
- Chimaera didierae Clerkin, Ebert & Kemper
- Chimaera willwatchi Clerkin, Ebert & Kemper